# Попов, Артемий Прокофьевич
Артемий Прокофьевич Попов — советский литовский хозяйственный деятель, Герой Социалистического Труда.

## Биография
Родился в 1931 году в Юоджяе. Член КПСС с 1960 года.
В 1958—1991 — шофёр Шяуляйского автобусного парка Министерства автомобильного транспорта Литовской ССР.
Указом Президиума Верховного Совета СССР от 23 января 1974 года присвоено звание Героя Социалистического Труда с вручением ордена Ленина и золотой медали «Серп и Молот».
Жил в Шяуляе.

## Награды и звания
- Герой Социалистического Труда (23.01.1974)
- Орден Ленина (23.01.1974)
- Орден Трудового Красного Знамени (1971)